# Rysiny (powiat kolski)
Rysiny – wieś w Polsce położona w województwie wielkopolskim, w powiecie kolskim, w gminie Kłodawa. Miejscowość znajduje się przy drodze wojewódzkiej nr 263.
| SIMC    | Nazwa    | Rodzaj    |
| ------- | -------- | --------- |
| 0287208 | Kamionka | część wsi |
| 0287183 | Witowo   | część wsi |

W latach 1975–1998 miejscowość należała administracyjnie do województwa konińskiego.
Nazwa miejscowości Rysiny (w przeszłości też Rysino) może mieć znaczenie dzierżawcze (od przezwiska "Ryś" z przyrostkem "-iny") lub topograficzne – wieś znana z tego, że pobliskie lasy zamieszkiwały rysie